# Marina Wallner
Marina Wallner (* 7. November 1994 in Traunstein) ist eine ehemalige deutsche Skirennläuferin. Sie fuhr in allen Disziplinen, wobei ihre Stärken im Slalom und Riesenslalom lagen. Wallner gehörte dem B-Kader des Deutschen Skiverbandes sowie der Sportgruppe der Bundespolizei an und ist Polizeimeisteranwärterin.

## Biografie
Wallner nahm ab Dezember 2009, im Alter von 15 Jahren, an FIS-Rennen teil. Im Februar 2011 war sie Teilnehmerin des Europäischen Olympischen Winter-Jugendfestivals in Liberec, wo sie im Slalom 10. und im Riesenslalom 11. wurde. Am 10. Februar 2012 startete sie erstmals in Bad Wiessee zu einem Europacup-Rennen. Den ersten Punktgewinn auf dieser Stufe realisierte sie am 26. November 2012 beim Slalom in Vemdalen, drei Wochen später die erste Top-10-Klassierung beim Slalom von Courchevel. Ende März 2013 wurde sie deutsche Vizejuniorenmeisterin in der Abfahrt. Ihr Debüt im Weltcup hatte Wallner am 16. November 2013 beim Slalom in Levi; mit der hohen Startnummer 63 fuhr sie auf den 16. Platz und errang sogleich die ersten Weltcuppunkte. Bei den Juniorenweltmeisterschaften 2014 gewann sie drei Bronzemedaillen im Slalom, im Teamwettbewerb und in der Super-Kombination.
In der Weltcupsaison 2014/15 hatte Wallner kein einziges zählbares Ergebnis vorzuweisen, da sie entweder ausschied oder sich nicht für den zweiten Durchgang qualifizierte. Im November 2015 erlitt sie beim Training einen Kreuzbandriss im rechten Knie und musste den gesamten Winter pausieren. Während der Saison 2016/17 konnte sie sich allmählich der Weltspitze annähern und erzielte im März 2017 zwei Top-10-Ergebnisse. Im November 2018 erlitt sie beim Slalomtraining erneut einen Kreuzbandriss. Nach der Saison 2020/21 gab sie den Rücktritt ihrer Karriere bekannt.

## Erfolge

### Olympische Spiele
- Pyeongchang 2018: 5. Mannschaftswettbewerb, 19. Slalom

### Weltmeisterschaften
- St. Moritz 2017: 19. Slalom

### Weltcup
- 5 Platzierungen unter den besten zehn in Einzelrennen
- 2 Podestplätze bei Mannschaftswettbewerben

### Weltcupwertungen
| Saison  | Gesamt | Gesamt | Slalom | Slalom |
| Saison  | Platz  | Punkte | Platz  | Punkte |
| ------- | ------ | ------ | ------ | ------ |
| 2013/14 | 93.    | 23     | 38.    | 23     |
| 2016/17 | 68.    | 101    | 21.    | 101    |
| 2017/18 | 47.    | 171    | 17.    | 171    |
| 2018/19 | 104.   | 18     | 47.    | 18     |
| 2019/20 | 102.   | 19     | 38.    | 19     |
| 2020/21 | 116.   | 7      | 49.    | 7      |

### Europacup
- Saison 2013/14: 3. Slalomwertung
- Saison 2014/15: 7. Slalomwertung
- Saison 2016/17: 3. Slalomwertung
- 14 Podestplätze, davon 4 Siege:

| Datum             | Ort            | Land        | Disziplin |
| ----------------- | -------------- | ----------- | --------- |
| 21. Februar 2014  | Bad Wiessee    | Deutschland | Slalom    |
| 19. Januar 2017   | Melchsee-Frutt | Schweiz     | Slalom    |
| 30. November 2017 | Funäsdalen     | Schweden    | Slalom    |
| 14. Januar 2018   | Zell am See    | Österreich  | Slalom    |

### Juniorenweltmeisterschaften
- Québec 2013: 33. Abfahrt, 39. Riesenslalom
- Jasná 2014: 3. Slalom, 3. Super-Kombination, 3. Team-Wettbewerb, 10. Abfahrt, 19. Super-G

### Weitere Erfolge
- 1 Sieg in FIS-Rennen
- 1 deutscher Meistertitel (Super-G 2014)
- Europäisches Olympisches Winter-Jugendfestival 2011: 10. Slalom, 11. Riesenslalom